# Matelea fontana
Matelea fontana är en oleanderväxtart som beskrevs av Saville och Krings. Matelea fontana ingår i släktet Matelea och familjen oleanderväxter. Inga underarter finns listade i Catalogue of Life.